# En attendant la deuxième vague
Pour plus de détails, voir Fiche technique et Distribution.
En attendant la deuxième vague est un film documentaire belge francophone de 2021 réalisé par Christophe Hermans. 
Tourné pendant les premières semaines de la pandémie de Covid-19 en Belgique, le film suit l'équipe médicale du CHU de Liège chargée de soigner les patients touchés par le virus. 
Un deuxième film, tourné par Christophe Hermans en octobre 2020 pendant la deuxième vague de la pandémie, est en cours de postproduction[évasif]. 

## Fiche technique
- Titre original : En attendant la deuxième vague
- Réalisation : Christophe Hermans
- Photographie : Christophe Hermans
- Montage : Joël Mann
- Production : Julie Freres, Jean-Yves Roubin, Cassandre Warnauts
- Société de production : Dérives asbl, Frakas Productions
- Pays :  Belgique
- Langue : français
- Genre : documentaire
- Durée : 75 minutes (1h15)
- Dates de sortie : 16 mars 2021

## Production
Christophe Hermans décide de réaliser le film alors que la pandémie a mis à l'arrêt l'ensemble de ses projets en cours. Son intention était alors de conserver une trace de ce qu'il considérait être un événement historique majeur. Le réalisateur obtient en avril 2020 l'accès sans restriction aux unités Covid du CHU de Liège. En raison des restrictions sanitaires, Hermans ne pouvait être accompagné que d'un preneur de son et a dû prendre en charge lui-même la photographie. 
Le film est diffusé le 16 mars 2021 sur La Trois dans le cadre d'une soirée spéciale Covid organisée par la RTBF à l'occasion du premier anniversaire du début de la pandémie en Belgique. 